# Kuzman
Kuzman je moško osebno ime.

## Izvor imena
Ime Kuzman je izpeljanka iz imena Kozma.

## Pogostost imena
- Leta 1994 so bili v Sloveniji po podatkih iz knjige Leksikon imen Janeza Kebra 4 nosilci tega imena.
- Po podatkih Statističnega urada Republike Slovenije je bilo na dan 31. decembra 2007 v Sloveniji število moških oseb z imenom Kuzman: 7.[2]

## Osebni praznik
God praznuje 26. septembra.